# Conte de dos germans

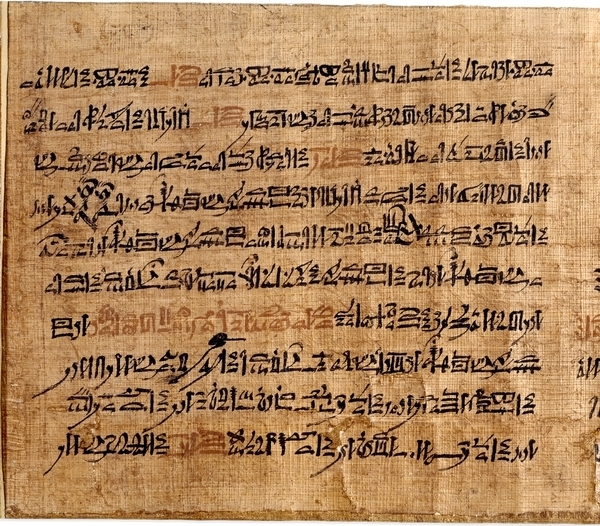
Imatge del Papir d'Orbiney del Conte de dos germans, Museu Britànic

El Conte de dos germans és una història antiga egípcia que data del regnat de Seti II, que va governar des del 1200 fins al 1194 aC durant la XIX Dinastia del Nou Regne. El conte està escrit en el Papir D'Orbiney, que actualment es troba al Museu Britànic.

## Argument

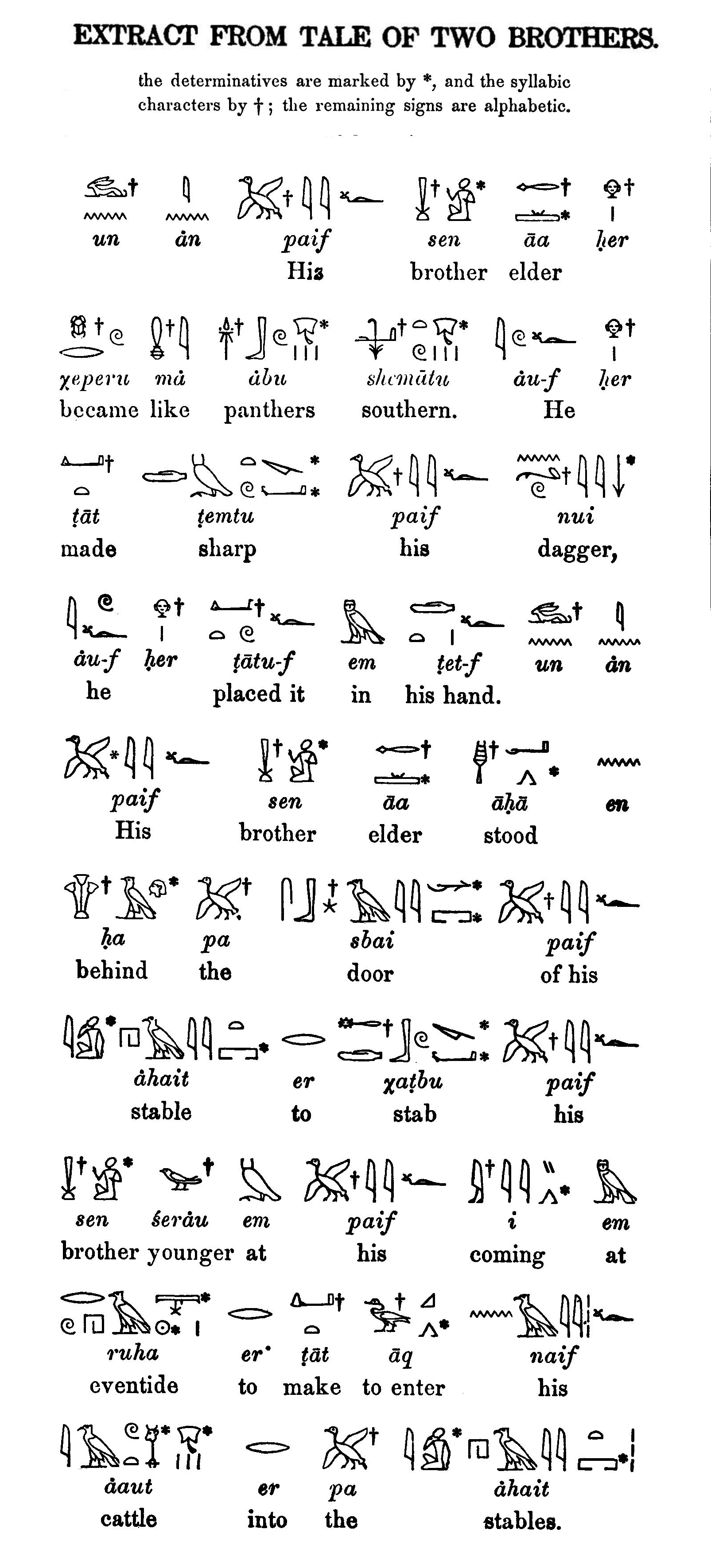
Extracte del Conte dels dos germans.

La història se centra en dos germans, Anpu (Anubis), que està casat, i el jove Bata. Els germans treballen junts, conreen terres i crien bestiar. Un dia, la dona d'Anpu intenta seduir en Bata. Quan ell la rebutja, la dona li diu al seu marit que el seu germà va intentar seduir-la i colpejar-la quan ella s'hi va negar. En resposta a això, Anpu intenta matar en Bata, que fuig i prega a Re-Harakhti perquè el salvi. El déu crea un llac infestat de cocodrils entre els dos germans perquè Anpu no pugui creuar-lo i posar fi a la vida del seu germà petit. Des d'una riba, Bata explica la veritat al seu germà i com a prova de veracitat es talla els genitals i els llença a l'aigua on se'ls menja un siluriforme.
Bata afirma que va a la Vall dels Cedres on col·locarà el seu cor a la part superior de la flor d'un cedre, de manera que si es talla, Anpu podrà trobar-lo i permetre que Bata torni a viure. En Bata li diu a Anpu que si mai li donen un pot de cervesa que fa escuma, hauria de saber buscar el seu germà. Després de saber del pla del seu germà, Anpu torna a casa i mata la seva dona. Mentrestant, Bata està establint una vida a la Vall del Cedre, construint una nova llar per a ell. Bata s'enfronta a l'Ennéad, o les principals divinitats egípcies, que s'apiaden d'ell. Khnum, el déu que sovint es representa a la mitologia egípcia com el fet d'haver modelat els éssers humans a la roda d'un terrisser crea una esposa per a Bata. A causa de la seva creació divina, l'esposa de Bata és buscada pel faraó. Quan el faraó aconsegueix portar-la a viure amb ell, ella li diu que talli l'arbre en què Bata ha posat el seu cor. Ho fan, i Bata mor.
Aleshores, Anpu rep un pot de cervesa espumosa i marxa cap a la Vall del Cedre. Durant més de tres anys busca el cor del seu germà, trobant-lo als inicis del quart any. Segueix les instruccions de Bata i posa el cor en un bol amb aigua freda. Com es va predir, Bata ressuscita.
En Bata pren la forma d'un toro i va a veure la seva dona i el faraó. La seva dona, conscient de la seva presència com a toro, demana al faraó si pot menjar-ne el fetge. Aleshores se sacrifica el toro i cauen dues gotes de sang de Bata, de les quals creixen dos arbres de persea. Bata, ara en forma d'arbre, torna a dirigir-se a la seva dona, i ella fa una crida al faraó perquè tali els arbres de persea i els utilitzi per fer mobles. Mentre això passa, una estella acaba a la boca de l'esposa i es queda embarassada. Finalment, dona a llum un fill, a qui el faraó finalment converteix en príncep. Quan el faraó mor, el príncep hereu (un Bata ressuscitat) esdevé rei, i nomena el seu germà gran Anpu com a príncep hereu. La història acaba feliç, amb els germans en pau entre ells i amb el control del seu país.

## Context i temes
Hi ha diversos temes presents en el Conte de dos germans que són significatius per a la cultura egípcia antiga. Un d'aquests és la reialesa. La segona meitat del conte tracta en gran part de les idees egípcies de la reialesa i la connexió entre la divinitat i el faraó. Que la dona de Bata acabi finalment embarassada d'ell és un referent de la dualitat del paper de la dona en la successió faraònica; els papers d'esposa i de mare sovint eren simultanis. A més, es podia veure que l'aspecte diví de la creació de la seva dona servia com a legitimitat per a la reialesa de Bata, sobretot perquè no era en realitat el fill del faraó. Més enllà d'això, la proximitat de Bata amb l'Eneada enmig de la història també serveix per legitimar el seu govern; els déus van concedir el favor diví a Bata en el seu moment de necessitat.
També hi ha diverses referències de la separació d'Egipte en dues terres. Al llarg de la història de l'antic Egipte, fins i tot quan el país està políticament unificat i estable, es reconeix que hi ha dues zones: el Baix Egipte, la zona al nord que inclou el delta del Nil, i l'Alt Egipte, la zona al sud. Al principi de la història, Bata es coneix com a únic perquè "no n'hi havia cap com ell a tota la terra, perquè la virilitat d'un déu estava en ell". A més, sempre que un dels germans s'enfada, es diu que es comporta com una "pantera de l'Alt Egipte" o, en una altra traducció, com "un guepard del sud".

## Interpretació i anàlisi
Hi ha diverses qüestions a tenir en compte a l'hora d'analitzar la literatura egípcia antiga en general, i el conte de dos germans no és diferent. Una dificultat per analitzar la literatura de l'antic Egipte és que "tal escassetat de fonts dona a l'observació de qualsevol classe de desenvolupament històric dins de la literatura de l'antic Egipte un estatus altament hipotètic i fa que la reconstrucció de qualsevol xarxa intertextual potser simplement impossible". Loprieno assenyala que la teoria evemerisme sovint s'utilitza amb èxit en l'anàlisi de la literatura egípcia antiga; aquest és el mètode històric d'anàlisi de la literatura pel que fa als esdeveniments polítics.
En relació amb el Conte de dos germans, Susan Tower Hollis també defensa aquest enfocament, assenyala que la història podria "contenir reflexos d'una situació històrica real". Concretament, Hollis especula que la història podria haver tingut els seus orígens en la disputa de successió després del regnat de Merneptah a finals del segle XIII aC. Quan Merneptah va morir, Seti II va ser sens dubte l'hereu legítim del tron, però va ser desafiat per Amenmesse, que va governar almenys uns quants anys a l'Alt Egipte, tot i que Seti II va governar finalment durant sis anys complets.

### Paral·lelismes folklòrics
Segons el folklorista Stith Thompson, la història és la predecessora del conte AARne–Thompson–Uther tipus ATU 318, "The Faithless Wife" o " Batamärchen ". L'estudiós txec Karel Horálek va proporcionar la "redacció europea", indica com apareixen les variants a les fonts europees: l'heroi mor, ressuscita com a cavall; es mata el cavall i de la seva sang neix un bell arbre; la dona infidel de l'heroi tala l'arbre; queda una estella i es converteix en un ocell ("generalment un drac ").
També s'han argumentat paral·lelismes entre el motiu del cicle de la resurrecció i els contes que apareixen en la tradició literària posterior, com L'amor per tres taronges, així com els relats hagiogràfics medievals.

## Paral·lelismes bíblics
Per la seva ubicació egípcia, és possible detectar en el relat bíblic de Josep i la dona de Potifar un ressò posterior de la faula de Bata i Anpu.

## Font del text
- P. D'Orbiney (P. Brit. Mus. 10183); s'afirma que el papir va ser escrit cap a finals de la XIX dinastia per l'escrivà Ennana.[17] Va ser adquirit pel Museu Britànic el 1857.[18]